# Borodino-Klasse (1913)
Die Borodino-Klasse war eine geplante Klasse von vier Schlachtkreuzern die in folge des Ersten Weltkrieges nicht fertiggestellt wurden. Sie war nach der Borodino-Klasse von 1899 bereits die zweite Klasse von Großkampfschiffen, die diesen Namen tragen sollte.

## Planung und Konstruktion
Die Mittel für die vier Schiffe dieser Klasse wurden 1912 als Teil des Programms zum Wiederaufbau der Baltischen Flotte nach den im Russisch-Japanischen Krieg erlittenen schweren Verlusten bewilligt. Sie waren für den Einsatz in der Ostsee vorgesehen und zeigten viele Charakteristika, die bereits die vorangegangenen Gangut- und Imperatriza-Marija-Klasse geprägt hatten. Auch sie wiesen die sogenannte Cuniberti-Aufstellung mit vier Drillingstürmen auf, von denen nur die am weitesten vorn und achtern stehenden nach recht voraus und achteraus feuern konnten, die beiden anderen standen mittschiffs und konnten nur nach den Breitseiten gerichtet werden. Im Unterschied zu ihren Vorgängern sollte die schwere Artillerie aus zwölf 356-mm-Geschützen bestehen, und die drei hinteren Türme zeigten in Nullstellung nach achtern – offenbar wurde dies durch die vorgesehene Antriebsanlage bedingt. Die Mittelartillerie sollte aus vierundzwanzig 130-mm-Geschützen in Einzelkasematten bestehen, auffällig waren dabei doppelstöckige Kasematten nahe dem Kommandoturm. Dazu sollten vier 63-mm-Flugabwehrgeschütze sowie zwei 47-mm-Salutgeschütze treten. Als Torpedobewaffnung waren sechs unter Wasser montierte 457-mm-Torpedorohre vorgesehen. Die neuen Schlachtkreuzer waren im Gegensatz zu ihren Vorgängern nicht als Glattdecker ausgelegt, sondern als Maßnahme zur Verbesserung der Seefähigkeit wegen der vorgesehenen größeren Geschwindigkeit mit einer deutlich erhöhten Back versehen worden. Mit ihrer verhältnismäßig starken Panzerung und ihrer moderat hohen Geschwindigkeit glichen sie viel mehr schnellen Schlachtschiffen als Schlachtkreuzern und werden manchmal mit der britischen Queen-Elizabeth-Klasse verglichen. Die Schiffe erhielten die Namen siegreicher Schlachten.

## Bau und Verbleib
Alle vier Schiffe wurden am 19. Dezember 1913 in der Neuen Admiralitätswerft (Borodino, Nawarin) und der Baltischen Werft (Kinburn, Ismail) in Sankt Petersburg auf Stapel gelegt. Um den Bau zu beschleunigen, wurde ein Teil der Maschinen im Ausland bestellt. Mit dem Ausbruch des Ersten Weltkrieges und der Blockade Russlands durch die Mittelmächte mussten neue Maschinen bestellt werden. Die bei AG Vulcan in Stettin bestellten Turbinensätze fanden Verwendung beim Bau der schnellen Minenkreuzer Brummer und Bremse für die deutsche Kaiserliche Marine. Während der Kriegsjahre schritt der Bau der Schiffe nur langsam voran, und mit dem Ausbruch der Revolution 1917 kam er ganz zum Stillstand. Pläne zur Wiederaufnahme des Baues durch die Sowjetregierung kamen niemals zur Ausführung, drei der Schiffe wurden bis 1923 in Deutschland abgewrackt, nur das am weitesten fortgeschrittene Schiff, die Ismail, ist erst 1931 zum Abbruch verkauft worden. Die für die Ismail vorgesehenen Kessel wurden in den 1930er-Jahren zur Modernisierung des Schlachtschiffes Marat benutzt, die bereits fertiggestellten 356-mm-Geschütze fanden bei der Küstenartillerie oder als Eisenbahngeschütze Verwendung.
Die verfügbaren Daten sind teilweise widersprüchlich.